# Sarirejo (Kaliwungu)
Sarirejo is een bestuurslaag in het regentschap Kendal van de provincie Midden-Java, Indonesië. Sarirejo telt 5379 inwoners (volkstelling 2010).